# 青岩院
青岩院（せいがんいん、永正9年（1512年） - 永禄11年5月7日（1568年6月2日））は、戦国時代の女性。

## 概要
武将長尾為景の継室もしくは妾。虎御前（とらごぜん）の呼び名で知られ、上杉謙信（長尾景虎）の生母にあたる。父親について『上杉家御年譜』では「栖吉城主長尾肥前守房景」、『謙信公御書集』では「栖吉城主長尾肥前守顕吉」と記されている。
本名は不明。また、謙信の兄である長尾晴景を生んだ正室が守護・上杉氏一門である上条上杉家出身であるのに対して、同族とは言え守護代・長尾氏一門である栖吉長尾家（古志長尾家）出身の謙信の生母が為景の妻として位置づけられていたのかは不明で、女性家臣とも言える女房衆の1人であったものが為景の手がついて子供を成した妾であった可能性が高いとされている。
そもそも虎御前の名も、子の上杉謙信の幼名である虎千代に因んで後世そのように呼ばれたとも言われる。信心に篤く、謙信の信仰にも影響を与えたという。為景の死後は仏門に入ってその菩提を弔う余生を過ごした。なお、没年に関しては永禄6年（1563年）に当時上杉輝虎と呼ばれていた謙信が書いた願文に幼くして父母を失ったという表現があり、また願文が作成された年代からしても、永禄11年死没説は成立しないとする指摘がある。
虎御前の父は長尾政景の祖父に当たる上田長尾家当主長尾顕吉と同一人物であるとする説も存在するが、『栖吉城主の娘』という記載はどの史料もほぼ共通しており、通説では古志長尾家・房景の娘とされている。また、文献で確認できる長尾房景の官途名は「豊前守」であり、それが同じ長尾一族である顕吉の「肥前守」と混同されてしまった可能性も指摘されている。
また、栃尾城は古志長尾家の勢力圏下であったとされ、夫を失った虎御前が実子である景虎を連れて古志に戻り、景虎は房景の後継という形で古志長尾家に入嗣したとする説もある。
なお、小説『天と地と』で登場する袈裟御前という名は、作者の海音寺潮五郎が佐渡おけさをヒントに創作したものである。
墓所は上越市の春日山林泉寺から裏山に向け20分ほど歩いた宮野尾という旧集落の傍に立つ。